# Valle de las Rosas
El Valle de las Rosas (en búlgaro: Розова долина, rozova dolina) es una región de Bulgaria situada al sur de los Balcanes y la parte oriente inferior de la cordillera Sredna Gora al sur. Geológicamente, se compone de dos valles de ríos, el de Stryama hacia el oeste y el de Tundzha hacia el este.
El valle es famoso por su industria del cultivo de rosas que se han cultivado durante siglos, y que produce alrededor del 85% del aceite de rosas del mundo. El centro de la industria del aceite de rosa es Kazanlak, mientras que otras ciudades de importancia incluyen Karlovo, Sopot, Kalofer y Pavel Banya. Cada año, algunos festivales se llevan a cabo por la celebración de rosas y el aceite de rosas.
La temporada de recolección se extiende de mayo a junio.